# Bisse
Bisse là một thị trấn thuộc hạt Baranya, Hungary. Thị trấn này có diện tích 13,8 km², dân số năm 2010 là 241 người, mật độ 17 người/km².